# UPC Austria
Die UPC Austria GmbH mit Hauptsitz in Wien war ein Anbieter von Internet-, TV- und Festnetz-Telefonie-Services sowie Mobilfunkdiensten. Sie war bis zum 31. Juli 2018 eine Tochtergesellschaft der britischen Liberty Global und von 2014 bis Ende 2018 Teil der Regionalorganisation zusammen mit UPC Schweiz. Per 1. August 2018 wurden alle österreichischen UPC-Unternehmen von T-Mobile Austria (einer Tochter der Deutschen Telekom) übernommen und das Unternehmen selbst mit T-Mobile Austria zur Magenta Telekom verschmolzen. Durch die Verschmelzung entfielen seit dem 7. Mai 2019 auch die alten Markennamen.

## Unternehmensdaten
Im Versorgungsgebiet von UPC in Österreich lagen rund neunzig Prozent aller österreichischen Haushalte und Unternehmen mittels eigener Kabelnetzinfrastruktur, entbündelter Leitungen oder DSL-Dienstleistungen. Zum Stand 30. September 2017 versorgte UPC in Österreich 653.200 Kunden mit über 1,48 Millionen Diensten (zirka 468.000 Fernseh-, 512.000 Breitband-Internet-, 450.000 Festnetztelefon- und 56.000 Mobilfunkkunden). Zum Schluss beschäftigte UPC in Österreich knapp 1.100 Mitarbeiterinnen und Mitarbeiter aus 31 Ländern.

## Geschichte

Altes UPC-Austria-Logo

Logo der Marke inode

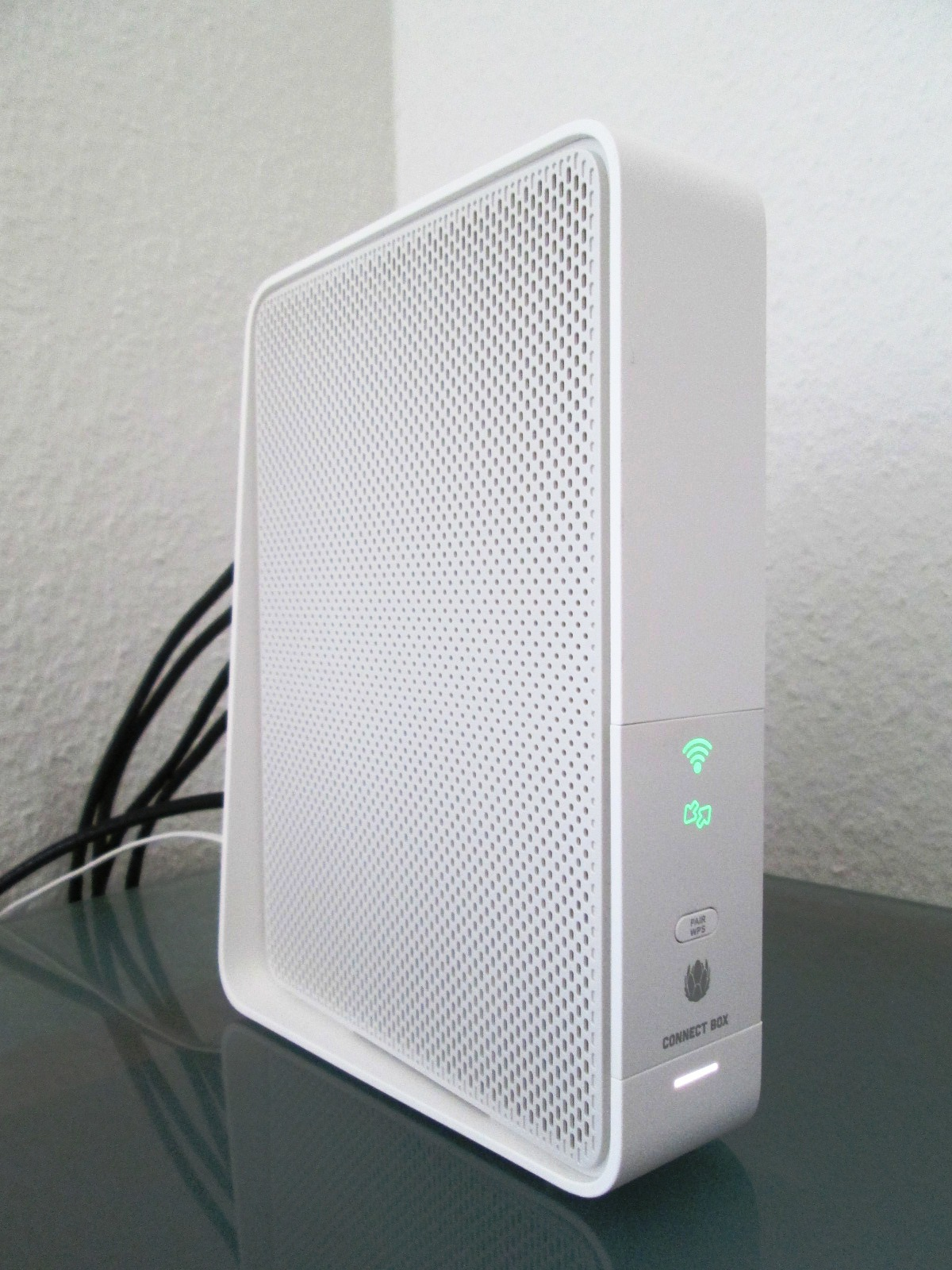
Highspeed-Kabelroutermodem Connect-Box mit verbesserter WLAN-Funktion (2016)

UPC Austria wurde unter dem Namen Telekabel 1977 als Tochter der österreichischen Philips Industrie GmbH (95 %) und der Kabel-TV Wien (5 %) gegründet und ermöglichte in Österreich erstmals den Empfang deutscher Fernsehprogramme. Knapp 20 Jahre später, im Jahr 1997, entstand durch die Fusionierung der Kabel-TV-Sparte von Philips mit dem Kabel-TV-Betreiber UIH (United International Holdings) das neue Unternehmen mit dem Namen UPC (United Philips Cable, später United Pan-Europe Communications). Bereits ein Jahr später wurde das Unternehmen zu einem sogenannten „Triple Player“, bot also Fernsehen, Internet sowie Telefon aus einer Hand.
Dieses Angebot wurde 2014 noch durch Mobile Services erweitert. Von 2005 an war UPC darüber hinaus ein Tochterunternehmen von Liberty Global, des größten internationalen Kabelnetzbetreibers. Gemeinsam mit UPC Schweiz – ebenfalls im Besitz von Liberty Global – war UPC Österreich seit 2014 zur Regionalorganisation zusammengefasst. Daraufhin folgte im Jahr 2016 das Re-branding samt neuem UPC-Firmenlogo.
Am 21. Dezember 2017 teilten die Deutsche Telekom und Liberty Global mit, dass T-Mobile die Liberty-Tochter UPC Austria für 1,9 Milliarden Euro übernehmen möchte. Mit der Übernahme setzt die Deutsche Telekom ihre bereits in vielen Märkten (zuletzt in den Niederlanden) umgesetzte Strategie fort, den Kunden Mobilfunk, Festnetz und Internet anzubieten. Durch die Übernahme erhält T-Mobile Austria ebenfalls Zugriff auf das Glasfasernetz, um darüber zusätzlich Fernsehen, Breitband und Voice over IP anzubieten. Im Kaufpreis enthalten war zusätzlich das Nutzungsrecht der Marke UPC für einen Zeitraum von drei Jahren, bis die vollständige Integration in den Konzern Deutsche Telekom abgeschlossen ist. Am 9. Juli 2018 verkündete die Europäische Kommission die Genehmigung der Übernahme von UPC Austria durch T-Mobile Austria.
Der Verkauf wurde am 30. Juli 2018 abgeschlossen, nach Abzug von Schulden von rund 1 Mrd. Euro bleibt ein Nettokaufpreis von 900 Millionen Euro. Seit 7. Mai 2019 treten die beiden Unternehmen T-Mobile Austria und UPC Austria als neues gemeinsames Unternehmen Magenta Telekom auf.

## Produkte und Dienstleistungen

### Das UPC-Netz in Österreich
UPC bot bereits seit 1999 Breitband-Internet über Telekabel an und war somit der erste Breitband-Anbieter in Österreich. Im Jahr 2005 wurde der Internetdienstleister inode übernommen. Seitdem gehörte auch entbündeltes DSL zur Produktpalette von UPC. Im Jahr 2009 hat UPC zudem ihr Breitband-Internet unter der Marke chello in die Unternehmensmarke UPC integriert und dadurch das Fiber-Power-Netz etabliert, welches heute unter dem Namen Speed Packs bekannt ist. Mit ihrem Hochgeschwindigkeits-Netz versorgte UPC in Österreich über eine halbe Million Haushalte und ermöglicht im Glasfaserkabelnetz flächendeckend Datenübertragungsraten von bis zu 1000/50 Mbit/s im Down-/Upstream. Ermöglicht wurden diese Geschwindigkeiten durch ein hybrides Netz aus Glasfaser und Koaxialkabel (HFC-Technologie).

### Partnermodell und Autostrada
UPC ermöglichte den Zugang zu ihren Produkten und Services nicht nur über das eigene Glasfaserkabelnetz, sondern erreichte mit dem sogenannten Partnermodell auch Regionen außerhalb des eigenen Versorgungsgebiets. Das Unternehmen arbeitete dabei eng mit lokalen Netzbetreibern und Partnern zusammen, um die bestehenden Netze vor Ort zu nutzen. Darüber hinaus investierte UPC auch kontinuierlich in das eigene Netz. Im Zuge des im März 2016 vorgestellten Programmes Autostrada sollten bis 2021 über 250 Mio. Euro in die Neuerschließung von zusätzlichen 250.000 Haushalten an das eigene Netz in Österreich und in der Schweiz investiert werden – zusätzlich zu den jährlichen Investments in Österreich. So konnten im Jahr 2017 (Stand Dezember) bereits 38.000 neue Haushalte angeschlossen werden.

### UPC (Digital) TV
UPC verbreitete digitale TV- und Radiosender. Im September 2017 schloss UPC die Volldigitalisierung in Österreich ab, mittels derer seit Frühjahr 2016 schrittweise die analogen Sendesignale in Österreichs Bundesländern vollständig auf digital umgestellt wurden. 2017 erfolgte in der kundenreichsten Region Wien und Wien/Umgebung die Umstellung auf das digitale TV- und Radiosignal. Das Unternehmen bot am österreichischen Markt im Jahr 2022 drei verschiedene TV-Produkte an: TV S (65 digitale TV Kanäle, 30 davon in HD), TV M (125/80) sowie TV L (170/100). Das Unternehmen begann am 6. Mai 2008 mit dem Start von HDTV-Übertragungen auf seiner digitalen TV-Plattform. Als ersten hochauflösenden Sender bot das Unternehmen den „National Geographic Channel HD“ an. Rechtzeitig zur Fußball-Europameisterschaft 2008 wurde auch ORF1 HD eingespeist.

### UPC TV App, Replay TV & On Demand
Mit der UPC TV App stand das Fernsehangebot von UPC seit 2014 auch auf mobilen Endgeräten zur Verfügung. Je nach UPC-Produkt waren damit bis über 100 Kanäle empfangbar. Im April 2017 wurde darüber hinaus die 7-Tage-Replay-Funktion in die App integriert, welche Kunden die Möglichkeit gibt, Filme und Serien der letzten 7 Tage anzuschauen, und zwar auf bis zu 53 Sendern, davon 40 in HD. Replay TV auf der UPC TV App war sowohl für UPC-TV-Mini- als auch für Horizon-TV-Start- und Plus-HD-Kunden kostenlos verfügbar.
Seit Oktober 2016 bot UPC auch in Österreich ihren Horizon HD Recorder als Nachfolger der MediaBox an. Auf diesem wurde Ende Oktober 2017 ebenfalls die Replay-Funktion eingeführt. UPC bot darüber hinaus eine umfangreiche Auswahl an On-Demand-Inhalten – sowohl auf dem Horizon HD Recorder als auch auf der UPC MediaBox HD.

### Digitale Telefonie
In den an das Kabelnetz angeschlossenen Versorgungsgebieten bot UPC Voice over Cable an. Durch die Verwendung eines VoIP-fähigen Kabelmodems mit eMTA benutzen die Kunden herkömmliche Festnetzapparate zur digitalen Telefonie. In den DSL-erschlossenen Gebieten war VoIP mittels eines vom Provider gestellten VoIP-Gateways, eine Art Adapter, möglich.

### Mobilfunk
Seit 2015 beinhaltete das Angebot von UPC auch Mobilfunk für ihre Kunden. UPC bot ihr Mobilfunkangebot auf dem bestehenden Mobilfunknetz von Drei an und war somit MVNO-Anbieter (Mobile Virtual Network Operator). Das Unternehmen erbrachte, abgesehen von der Nutzung der Mobilfunkantennen von Drei, alle Services eigenständig. Ende September 2017 hatten 56.000 Personen in Österreich ein Mobilfunk-Abonnement von UPC.

### www.esports.at
Im November 2017 ging die Website www.esports.at online, die ihren Fokus auf die namensgebende Sportart E-Sport richtet. Neben Experten-Interviews mit Sportlern und Szene-Kennern werden auf der Website regelmäßig Reportagen, Event-Berichte und Hintergrundinformationen rund um das Thema eSports in Österreich veröffentlicht. Die eGamer-Community wird dabei aktiv miteinbezogen. UPC engagierte sich bereits seit längerem für die eSports- und Gaming-Szene. Im Oktober 2016 hatte UPC mit esports.ch bereits eine Plattform in der Schweiz etabliert, die den Sport und seine Community intensiv begleitet. Darüber hinaus wurde beim futurezone Award 2017 von UPC Austria der Preis in der Kategorie „Game des Jahres“ sowie bei den Austrian Video Awards jener in der Kategorie „Gaming“ verliehen.

### Wi-Free

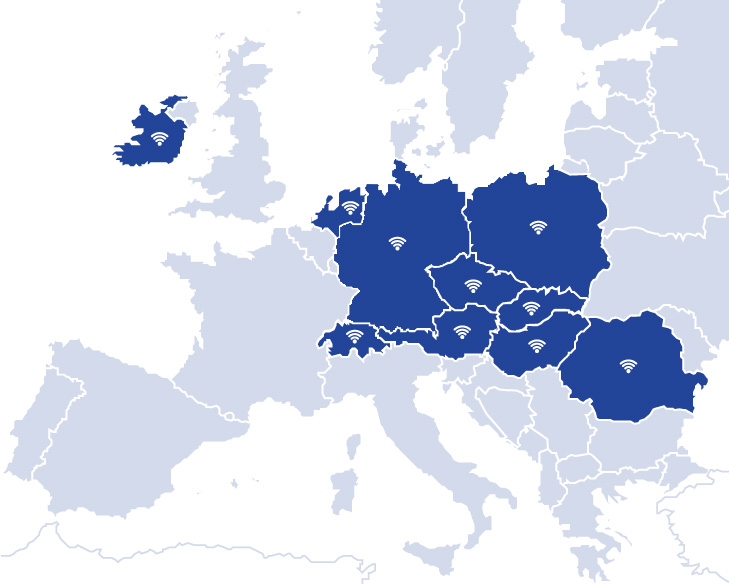
UPC Wi-Free Europa

Nach einem ersten erfolgreichen Pilotprojekt mit rund 15.000 Kunden im Sommer 2015 in Graz ermöglichte UPC seit November 2015 als erste Telekommunikationsanbieterin in Österreich ihren Internetkunden das kostenlose und unlimitierte Surfen mit Wi-Free – sowohl in Österreich als auch in weiteren europäischen Ländern, in denen Liberty Global tätig ist (siehe Grafik). UPC Wi-Free funktioniert über ein zweites, separates Drahtlos-Netzwerk, das vom Heimnetz der Kunden komplett unabhängig ist und weder die Download- oder Upload-Geschwindigkeit noch das Datenvolumen des Heimnetzes beeinträchtigt. Das UPC-Wi-Free-Netzwerk verfügte zu Beginn über eigene Geschwindigkeiten (Download: 10 Mbit/s, Upload: 2 Mbit/s), die zusätzlich zur Verfügung gestellt wurden. Zudem war UPC Wi-Free von Beginn an durch den weltweiten Sicherheitsstandard WPA2 geschützt. Rund um Juni 2022 wurde die kostenlose Zusatzdienstleistung UPC-Wi-Free-Netz allerdings still und heimlich abgeschaltet – Magenta hat hierzu nie ein Pressestatement veröffentlicht, beauskunftet lediglich die Abschaltung über ihre Kundenhotline.

## Sponsoring

### Vienna Capitals
UPC war Sponsor des Wiener Eishockey-Clubs Vienna Capitals.

### UPC-Arena Graz-Liebenau
UPC war von 2006 bis 2016 der Namensgeberin des Liebenauer Fußballstadions (ehemals Arnold Schwarzenegger-Stadion Graz-Liebenau) in Graz. Es wurde am 18. Februar 2006 offiziell als UPC-Arena mit dem 125. Grazer Stadtderby eingeweiht. Laut damaligem UPC-Vorsitzendem Thomas Hintze wurde der Vertrag für zehn Jahre (bis 2016) abgeschlossen. Die Umbenennung war notwendig, weil der kalifornische Gouverneur Arnold Schwarzenegger nach den Protesten in Österreich wegen der Hinrichtung von Stanley „Tookie“ Williams das Recht auf Verwendung seines Namens zurückgezogen hat.

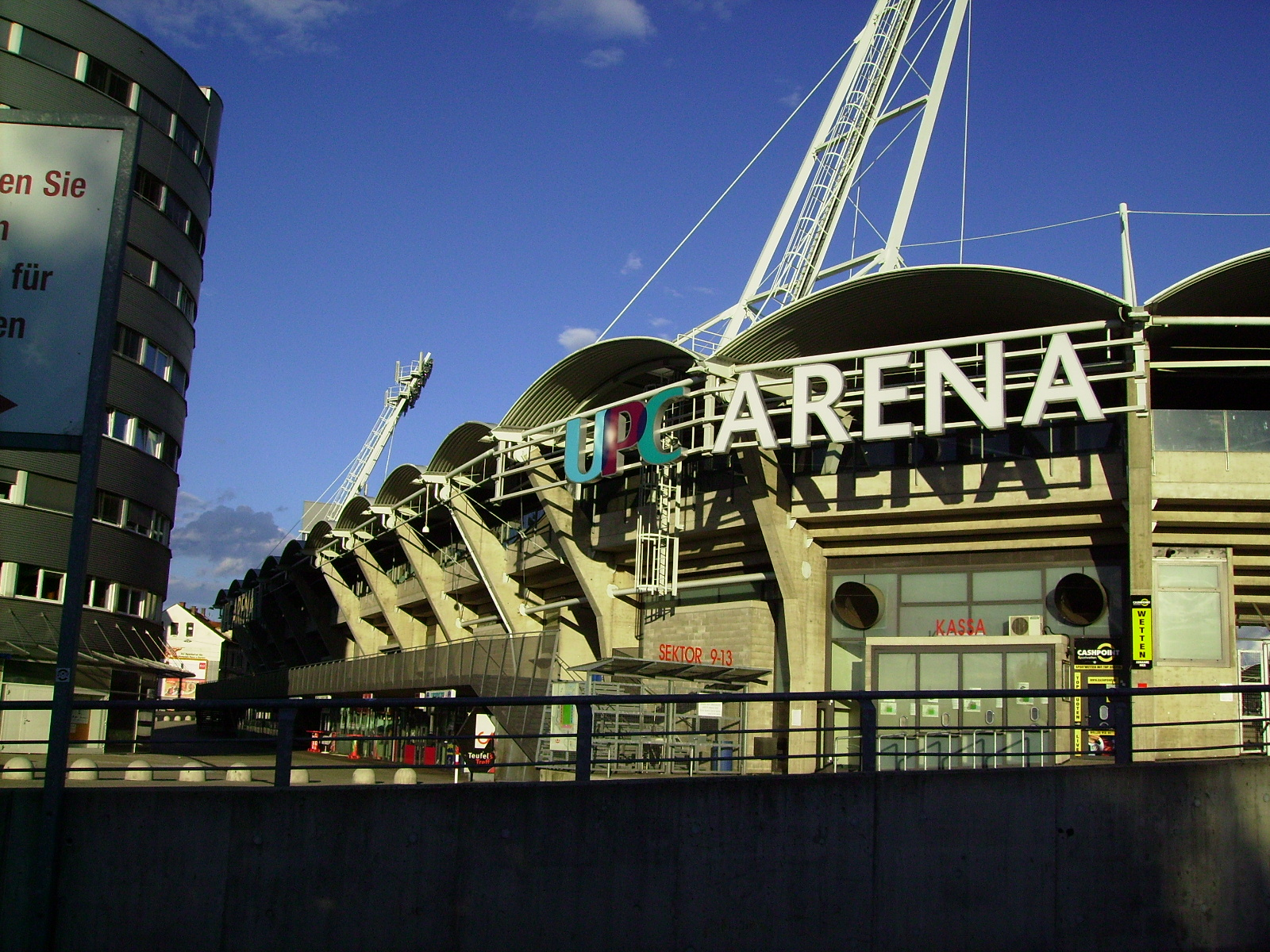
Die UPC-Arena mit altem…

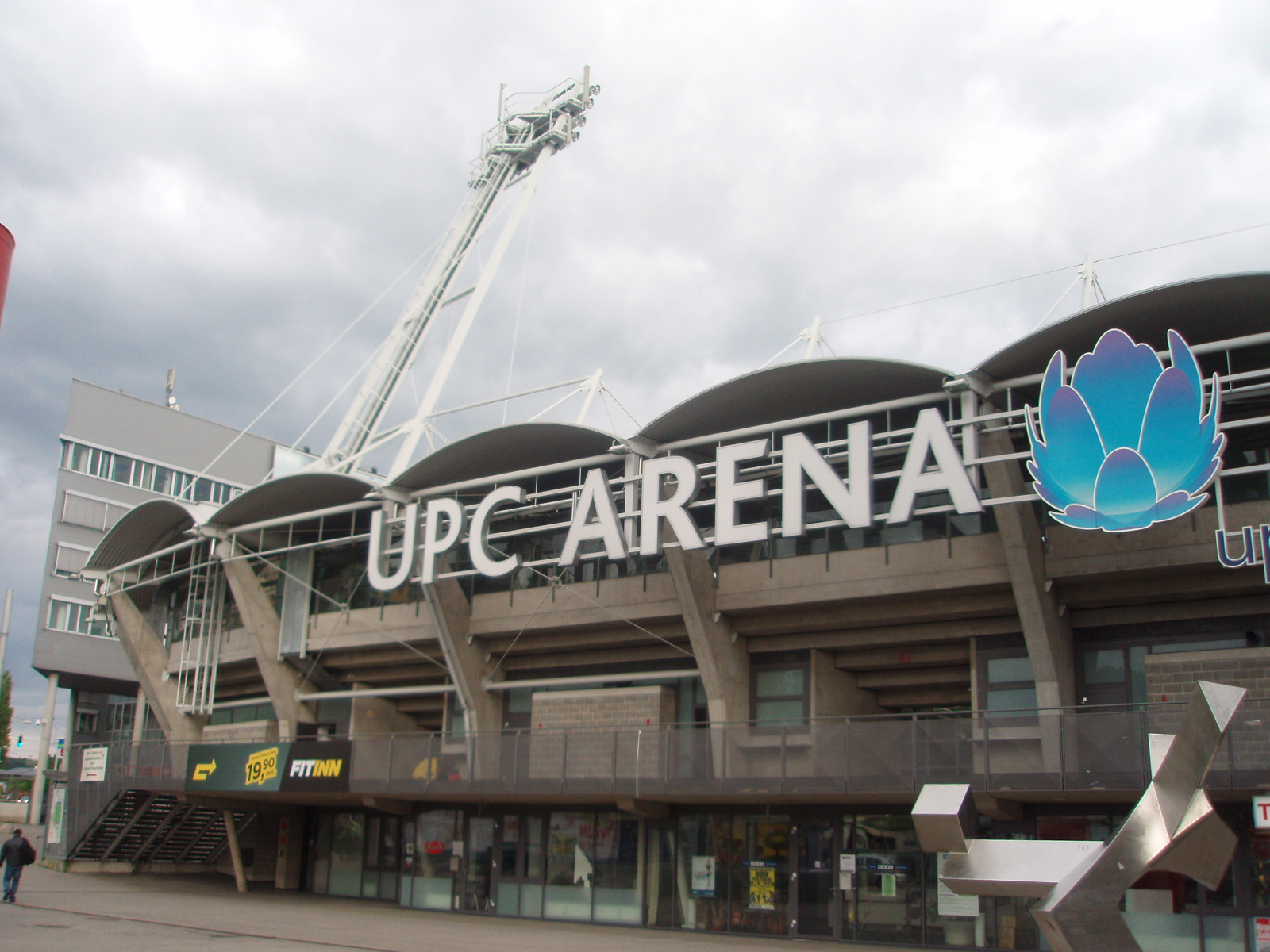
…und neuerem Logo.